# Андрей Климович
Андрей Климович (Ондрей или Андрейко Климович; ум. 10 февраля 1316 года) — новгородский посадник в 1286—1291, 1294—1295, 1299—1300, 1301—1302, 1303—1304 годах.

## Посадничество
В 1286 году Андрей Климович становится посадником вместо Семёна Михайловича. В начале 1291 года он лишается посадничества в пользу Юрия Мишинича. Эти смены, по мнению В. Л. Янина, были связаны борьбой за республиканский строй в Новгороде. Итогом этой борьбы стал переход в 1291 году на годичный цикл правления посадников.
Под 1294 годом Андрей Климович значится в посадниках, когда участвовал вместе с князем Андреем Александровичем в походе на Торжок против князя Дмитрия Александровича. После этого Андрей Климович возвратился в Новгород. Упоминается также на Липинской иконе под тем же годом и в той же должности. Предполагается, что он посадничал на протяжении февраля 1294 — февраля 1295 годов.
Находясь в должности посадника, присутствовал при погребении новгородского архиепископа Климента, который умер 22 мая 1299 года, а затем принимал участие в выборе нового владыки вместе с новгородцами (им стал 29 июля 1299 года Феоктист). Его посадничество должно было закончиться в начале 1300 года. Однако было снова возобновляемо на срок февраль 1301 — февраль 1302 и февраль 1303 — февраль 1304 года. В летописи отмечается переход посадничества под 1303 годом от Семёна Климовича к Андрею Климовичу.
10 февраля 1316 года принял участие в битве под Торжком против князя Михаила Ярославича и татар. В этой битве погибло немало новгородских бояр, среди них были Андрей Климович, Юрий Мишинич и Михаил Павшинич.